# Associazione Calcio Prato 1938-1939
Questa voce raccoglie le informazioni riguardanti l'Associazione Calcio Prato nelle competizioni ufficiali della stagione 1938-1939.

## Rosa
| N. |                   | Ruolo | Calciatore            |
| -- | ----------------- | ----- | --------------------- |
|    | Italia (bandiera) | C     | Rolando Bardazzi      |
|    | Italia (bandiera) |       | Leone Bertacca        |
|    | Italia (bandiera) | C     | Enrico Bertini        |
|    | Italia (bandiera) |       | Gino Caramelli        |
|    | Italia (bandiera) |       | Dante Carboncini      |
|    | Italia (bandiera) | A     | Corrado Cavazza       |
|    | Italia (bandiera) | A     | Bruno Chiavacci       |
|    | Italia (bandiera) | A     | Giovacchino Magherini |
|    | Italia (bandiera) | C     | Gino Pucci            |

| N. |                   | Ruolo | Calciatore         |
| -- | ----------------- | ----- | ------------------ |
|    | Italia (bandiera) |       | Ciro Ramer         |
|    | Italia (bandiera) |       | Francesco Scarani  |
|    | Italia (bandiera) | A     | Mario Spagnoli     |
|    | Italia (bandiera) |       | Alvaro Terrazzi    |
|    | Italia (bandiera) | C     | Erode Toffanetti   |
|    | Italia (bandiera) |       | Valerio Venturi    |
|    | Italia (bandiera) | C     | Mameli Viani       |
|    | Italia (bandiera) | D     | Giovanni Villoresi |